# HBW Balingen-Weilstetten
| HBW Balingen-Weilstetten | HBW Balingen-Weilstetten            |
| ------------------------ | ----------------------------------- |
| Nadimak:                 | -/-                                 |
| Osnovan:                 | 2002.                               |
| Boje kluba:              | plavo-crveno                        |
| Trener:                  | Frank Bergemann                     |
| Dvorana:                 | Sparkassen Arena                    |
| Sjedećih mjesta:         |                                     |
| Sezona 2006./07.:        |                                     |
| Njemačko prvenstvo:      | Ulaz u Prvu njemačku rukometnu ligu |
| Njemački kup:            |                                     |

HBW Balingen-Weilstetten je rukometni klub i natječe se u  Prvoj njemačkoj rukometnoj ligi.

## Vanjske poveznice
- Službene stranice kluba